# کارو یپرمیان
کاراپت سارکیس "کارو" یپرمیان (انگلیسی: Garabed Sarkis "Garo" Yepremian; ۲ ژوئن ۱۹۴۴ – ۱۵ مهٔ ۲۰۱۵) بازیکن فوتبال، و بازیکن فوتبال آمریکایی ارمنی‌تبار اهل ایالات متحده آمریکا بود.
از باشگاه‌هایی که در آن بازی کرده‌است می‌توان به میامی دلفینز، نیو اورلینز سینتز، دیترویت لاینز، و تمپابی بوکانیرز اشاره کرد.
یپرمیان به علت تومور مغزی درگذشت.